# Parafia św. Stefana i św. Floriana w Cieszyłowie
Parafia św. Stefana i św. Floriana w Cieszyłowie (biał. Парафія Св. Стэфана, мучаніка, i св. Фларыяна, мучаніка y Цешылавe) – parafia rzymskokatolicka w Cieszyłowie. Należy do dekanatu postawskiego diecezji witebskiej.